# Rhodostethia rosea
Il gabbiano di Ross (Rhodostethia rosea, MacGillivray 1824) è un uccello della famiglia dei Laridi e unico rappresentante del genere Rhodostethia.

## Sistematica
Rhodostethia rosea non ha sottospecie, è monotipico.

## Distribuzione e habitat
Questo gabbiano vive in tutto il mondo oltre il circolo polare artico. In inverno si sposta a sud: in Nord America si spinge fino agli Stati Uniti, in Europa fino al Mar Mediterraneo, in Asia fino a Cina e Giappone. I suoi siti di nidificazione vennero scoperti per la prima volta nel 1905 da Sergej Buturlin nella Jacuzia nordorientale.